# 普劳恩
普劳恩（德語：Plauen，發音：[ˈplaʊən] ⓘ）是德国萨克森州福格特兰县的城市，也是福格特兰县的县治，面积102.11平方千米，2023年12月31日人口为65,218人，是福格特兰县最大城市和萨克森州第五大城市。1907年—2008年，普劳恩曾为非县辖城市，之后并入福格特兰县。
普勞恩由斯拉夫人建立，1327年归属波希米亞王國。19世紀後期，普勞恩發展為紡織業中心，人口也显著增加。二戰之後，普勞恩屬東德。1989年10月7日，普劳恩爆发了东德首次反对共产主义政权的大规模示威活动，这引发了全国范围内一系列大规模示威活动的开端，并最终促成了1990年德国的重新统一。

## 友好城市
普劳恩与以下城市结为友好城市：
- 捷克 阿什（1962年）
- 奥地利 施泰爾（1970年）
- 德国 霍夫（1987年）
- 德国 锡根（1990年）
- 匈牙利 采格莱德（2005年）
- 波蘭 帕比亞尼采（2006年）
- 立陶宛 希奥利艾（2010年）

普劳恩的约斯尼茨区与德国海尔斯布龙结为友好关系，